# Mparmpa Petros
El SS Mparmpa Petros fue un carguero de 7.067 toneladas brutas construido en 1943 como Empire Crown por John Readhead & Sons Ltd, Sunderland, County Durham. Pasó gran parte de la Segunda Guerra Mundial navegando en el mar Mediterráneo. En 1945, fue transferido al gobierno francés y rebautizado como Capitaine G Lacoley. Estuvo en servicio hasta que fue vendido a Grecia en 1961 y pasó a llamarse Mparmpa Petros. Naufragó en 1963.

## Hundimiento
En 1961, el Capitaine G Lacoley fue vendido a Mparmpapetros Shipping Co SA, Grecia y rebautizado como Mparmpa Petros. Operado bajo la gestión de Pateras Shipbrokers Ltd, Londres, estuvo en servicio hasta el 22 de mayo de 1963, cuando encalló en Porto de Pedras, Brasil, y se hundió.